# Батагур
Батагур (Batagur baska) е вид костенурка от семейство Азиатски речни костенурки (Geoemydidae). Видът е критично застрашен от изчезване.

## Разпространение
Разпространен е в Бангладеш, Индия, Индонезия, Камбоджа и Малайзия.
Регионално е изчезнал във Виетнам, Мианмар, Сингапур и Тайланд.

## Описание
Продължителността им на живот е не повече от 21,7 години.